# 陽侯令珍
陽侯 令珍（やこ の れいちん/りょうちん）は、奈良時代の官人。姓は史（毘登）。但馬守・陽侯真身の子。官位は外従五位下・日向守。名は玲珍とも記される。

## 経歴
天平感宝元年（749年）東大寺大仏造営に際して、弟3人と共にそれぞれ銭1000貫を貢進し、従七位上から外従五位下に叙せられる。のち、淳仁朝において、漆部正や伊賀守・日向守といった地方官を歴任した。
その後、神護景雲2年（768年）一族64名が史（毘登）姓から忌寸姓に改姓した際、弟・人麻呂が一族の代表とされていることから、それまでに没したか。

## 官歴
『続日本紀』による。
- 時期不詳：従七位上
- 天平感宝元年（749年） 5月5日：外従五位下
- 天平宝字3年（759年） 7月3日：伊賀守
- 天平宝字5年（761年） 10月1日：漆部正
- 天平宝字7年（763年） 4月14日：日向守